# Albert Schmid (Jurist)
Albert Schmid (* 18. Juli 1812 in Leinde; † 14. November 1891 in Braunschweig) war ein deutscher Jurist und erster Präsident des Oberlandesgerichts Braunschweig.

## Leben
Albert Schmids Vater Friedrich Christian Ernst Schmid war Pfarrer in Leinde. Albert Schmid schloss sich schon früh den revolutionären Ideen der Vormärz-Zeit an. Bereits als Schüler kam er mit den nationalfreiheitlichen Ideen der Turnerbewegung um Turnvater Jahn in Berührung. 1828 gründete er mit Mitschülern in Wolfenbüttel eine Turnergemeinde.
1830 schrieb er sich für das Jura-Studium an der Georg-August-Universität Göttingen ein. Dort schloss er sich 1830 der zwar seit 1819 verbotenen, jedoch geduldeten Alten Göttinger Burschenschaft an; 1830 wurde er ebenfalls Mitglied der Burschenschaft Fäßlinaner Heidelberg, 1831 der Alten Heidelberger Burschenschaft Franconia und 1832 der Jenaischen Burschenschaft / Germania. 1831 war er einer der Studenten, die im Rahmen der sogenannten Göttinger Revolution bewaffnet das Rathaus stürmten. Dem Rädelsführer Dr. von Rauschenplat verhalf er zur Flucht und musste deswegen ebenfalls die Stadt verlassen. Sein Studium wollte er in Heidelberg fortsetzen. Wegen seiner Teilnahme am Hambacher Fest im Mai 1832 wurde ihm aber das akademische Bürgerrecht aufgekündigt. Schmid ging anschließend nach Jena, wo er sich der Burschenschaft Germania anschloss und entschieden revolutionär auftrat. Nachdem er Tätlichkeiten gegen die Pedelle der Universität begangen hatte, wurde er mit immerwährender Relegation bestraft und musste nach Kiel ziehen. Dort wurde er am 6. November 1833 verhaftet und in Eisenach festgesetzt. Nach dem eineinhalb Jahren dauerndern Untersuchungsverfahren wurde er wegen Hochverrats zu einem Jahr Festungshaft verurteilt.
Nach seiner Entlassung im Juli 1836 wurde er begnadigt und konnte sein Studium abschließen. Den Doktor der Rechte erwarb Schmid 1839. Zum Ersten Staatsexamen wurde er 1840 zugelassen. Sein Zweites Staatsexamen bestand er 1846 und war anschließend beim Amt in Seesen tätig. Anschließend war er bis 1848 Assessor beim Kreisgericht Wolfenbüttel. 1848 kandidierte er erfolglos bei der Wahl zur Frankfurter Nationalversammlung. Zu dieser Zeit war er Amtsassessor in Schöningen, ab 1850 war er Amtsrichter. 1851 wurde er Staatsanwalt in Holzminden. Nach dem Dritten Staatsexamen 1854 wurde er von der Landesversammlung zum Obergerichtsrat in Wolfenbüttel gewählt.
Neben seiner juristischen Tätigkeit ließ er sich in die außerordentlichen Landtage 1856 und 1871 wählen. 1867 wurde er als Abgeordneter im Reichstagswahlkreis Herzogtum Braunschweig 3 (Holzminden – Gandersheim) in den konstituierenden Reichstag des Norddeutschen Bundes gewählt. Hier schloss er sich der Fraktion der Nationalliberalen Partei an und unterstützte Bismarcks Ideen von einem deutschen Bundesstaat.
1875 wurde Schmid zum Vizepräsidenten des Obergerichtes ernannt. Das Obergericht wurde nach Inkrafttreten der sogenannten Reichsjustizgesetze von 1879 durch das Oberlandesgericht ersetzt, das seinen Sitz in Braunschweig nahm. Albert Schmid wurde am 1. Oktober 1879 zum ersten Präsidenten des Oberlandesgerichts ernannt. In dieser Funktion gehörte er auch dem fünfköpfigen Regentschaftsrat an, der nach dem kinderlosen Tode Herzog Wilhelms 1884 die Führung des Herzogtums Braunschweig bis zur Einsetzung des Prinzen Albrecht von Preußen 1885 übernahm.
Bei seinem Tode am 14. November 1891 war Albert Schmid noch als Oberlandesgerichtspräsident im Amt.